# Extra, Vol. 3
Extra, Vol. 3 è un album di raccolta del gruppo musicale tedesco KMFDM, pubblicato nel 2008.

## Tracce

### Disco 1
1. Move On (Scott Burns Remix) – 4:23
2. Glory (Cajun Mix) – 5:31
3. Juke-Joint Jezebel (Single Mix) – 4:09
4. Kraut – 4:57
5. Juke-Joint Jezebel (Poly-Matrix Mix) – 4:17
6. Juke-Joint Jezebel (Metropolis Mix) – 5:15
7. Juke-Joint Jezebel (Paradox Mix) – 4:27
8. Juke-Joint Jezebel (Poly-Matrix X-tended Mix) – 6:15
9. Juke-Joint Jezebel (Poly-Matrix X-tended Mix Instrumental) – 6:10
10. Brute (Single Mix) – 4:01
11. Brute (Kun$t Mix) – 4:15
12. Brute (In Your Face Mix) – 3:34
13. Brute (Punch Mix) – 4:16
14. Revolution II – 5:26

### Disco 2
1. Son of a Gun (Overhauled Mix) – 3:40
2. Inane (Undermined Mix) – 8:27
3. Rules (Reapplied Mix) – 8:14
4. Power (Single Mix) – 3:38
5. Megalomaniac (Single Mix) – 4:19
6. Anarchy (Payola Mix) – 4:04
7. Megalomaniac (Excessive Force Remix) – 6:13
8. Anarchy (Fusako Mix) – 4:54
9. Megalomaniac (Uxii Mix) – 6:53
10. Unfit (Death Before Taxes Mix) – 5:46
11. Anarchy (God and the State Mix) – 5:45
12. Megalomaniac (Tvva Mix) – 7:37